# Великое рок-н-ролльное надувательство
Великое рок-н-ролльное надувательство (англ. The Great Rock ‛n’ Roll Swindle) — музыкальный кинофильм с участием членов британской панк-группы Sex Pistols, снятый после её распада в 1978 году.

## Сюжет
C одной стороны это фильм с беспорядочным содержанием, проникнутым типично британским фарсом, стал воплощением хаоса самих Sex Pistols (сюжетно фильм построен на лекциях Макларена, как создать и раскрутить группу). С другой стороны, сюжет всё-таки есть: с первых же эпизодов дело разворачивалось так - Стив Джонс (гитарист Секс Пистолз) ищет Макларена, чтобы отомстить ему за то что тот "продал" их группу, затем к нему присоединяется Пол Кук (барабаны), но в последний момент Макларену удаётся скрыться от них на поезде.

## В ролях
В главных ролях:
- Стив Джонс
- Пол Кук
- Сид Вишес
- Рональд Биггз
- Малькольм Макларен
- Эдвард Тюдор-Поул

## Съёмки
Планы о создании фильма с участием Sex Pistols были обозначены ещё в середине 1977 года, однако к съёмкам приступили лишь в феврале 1978 года, когда группа уже распалась. Джонни Роттен, отказавшись от своего псевдонима, полностью отстранился от дел своего бывшего коллектива и отказался от участия в съёмках. Его место в фильме позже было замещено неким Эдвардом Тюдором-Полем, имитировавшим манеры Джонни Роттена и спевшего несколько песен, включая заглавную композицию. Оставшиеся участники коллектива — Стив Джонс, Пол Кук и Сид Вишес — продолжили работу над фильмом под руководством своего менеджера Макларена и режиссёра Джулиана Темпла. Сиду Вишесу предоставилась возможность впервые участвовать в записи: он исполнил два рок-н-ролла Эдди Кокрана («Somethin' Else» и «C’mon Everybody») и исковерканный до неузнаваемости хит Фрэнка Синатры «My Way». Вишес не увидел выхода фильма, так как умер в феврале 1979 года, за год до премьеры.
Помимо Тюдора-Поля к участию в съёмках были привлечены и другие посторонние группе люди. Вначале был отыскан Рональд Биггз, прославившийся в 1960-е ограблением поездов и скрывавшийся с тех пор от полиции в Бразилии. С его участием были записаны песни «No One Is Innocent» и «Belsen Vos A Gassa» (версия песни «Belsen Was A Gas»). В одной из сцен фильма показывается диско-клуб, в котором группа чернокожих певцов исполняла песни Sex Pistols в диско-обработке. В другой Сид Вишес бродит по парижскому еврейскому кварталу со свастикой под музыку «L’Anarchie Pour Le UK» — шансонной трактовки хита «Anarchy in the UK», записанной французскими уличными музыкантами с гармошкой и скрипкой.